# Criorhina sichotana
Criorhina sichotana är en tvåvingeart som först beskrevs av Stackelberg 1955.  Criorhina sichotana ingår i släktet pälsblomflugor, och familjen blomflugor. Inga underarter finns listade i Catalogue of Life.